# Cortsolàs
Cortsolàs és una partida del terme municipal de la Torre de Cabdella, dins del seu terme primigeni, al Pallars Jussà.
Està situada al nord-oest del poble d'Aguiró, en els vessants sud-orientals de la Serra de Castellnou. És al nord-oest de les Fontanals i dels Corrals de Guiró.